# نادي نيو راديانت
نادي نيو راديانت الرياضي هو نادي كرة قدم مالديفي. تأسس الفريق في 19 أغسطس 1979. يعتبر من أشهر الأندية الكروية في جزر المالديف حيث يعد أكثر الفرق تتويجا بالألقاب. كما سبق له الصعود إلى نصف نهائي كأس الاتحاد الآسيوي في 2005.